# Berberis lambertii
Berberis lambertii är en berberisväxtart som beskrevs av R. N. Parker. Berberis lambertii ingår i släktet berberisar, och familjen berberisväxter. Inga underarter finns listade i Catalogue of Life.